# Ferrari 410 S
La 410 S è una autovettura da competizione prodotta dalla Ferrari nel 1956 in due esemplari.

## Il contesto
Questo modello fu caratterizzato dalla riproposizione del motore V12, dopo una parentesi in cui fu utilizzato il sei cilindri in linea, opera di Aurelio Lampredi. Questo propulsore, che aveva una cilindrata di quasi 5 L, fu installato su un telaio particolarmente leggero, che fu accorciato e rinforzato per ovviare ai difetti di quello montato sulle Ferrari serie 375. Un'altra caratteristica della vettura era di possedere un ponte De Dion per le sospensioni posteriori. La carrozzeria di entrambi gli esemplari era opera di Scaglietti.

## Le competizioni
I due esemplari prodotti esordirono alla 1000 km di Buenos Aires nel gennaio del 1956 ma, nonostante guidassero la competizione, dovettero abbandonarla per la rottura del semiasse.
Dopo questa sfortunata gara, la Ferrari vendette gli esemplari. Il primo fu acquistato da un pilota svedese, con cui ebbe un discreto successo sportivo, mentre il secondo fu comprato negli Stati Uniti da John Edgar, uno dei clienti più importanti della Ferrari in quel mercato. I piloti di Edgar, in particolare Carroll Shelby, conquistarono diverse vittorie in gare disputate in Nord America.
Grazie a questi successi, la 410 S contribuì a dare alla Ferrari negli Stati Uniti una reputazione di Casa automobilistica che fabbricava vetture adatte a gare di durata.

## Caratteristiche tecniche
Il motore era un V12 a 60° anteriore e longitudinale. Sia il monoblocco che la testata erano realizzati in lega leggera. L'alesaggio e la corsa erano rispettivamente di 88 mm e 68 mm. La cilindrata era di 4962,96 cm³, mentre il rapporto di compressione era di 8,5:1. La potenza erogata dal propulsore era di 340 CV a 6200 giri al minuto, mentre la coppia era di 546 N•m a 5000 giri al minuto.
La distribuzione era formata da un singolo albero a camme in testa e da due valvole per cilindro. L'alimentazione, non forzata, era assicurata da tre carburatori di marca Weber e modello 42DCZ/4. L'accensione poteva essere di due tipologie, o singola con due spinterogeni oppure doppia con quattro spinterogeni. La lubrificazione era a carter secco, mentre la frizione era multidisco.
Le sospensioni anteriori erano indipendenti, con quadrilateri trasversali e molle elicoidali, mentre quelle posteriori avevano installati un ponte De Dion, doppi puntoni e una balestra trasversale. Entrambe montavano ammortizzatori idraulici. I freni erano a tamburo sulle quattro ruote, mentre il cambio era manuale a cinque rapporti più la retromarcia. Lo sterzo era a vite senza fine e settore dentato. La trazione era posteriore.
Il telaio era tubolare in acciaio, mentre la carrozzeria era spider a due posti ed era fabbricata in alluminio da Scaglietti.
La velocità massima raggiunta dal modello era di 280 km/h.